# Charles Kittel
Charles Kittel (Nova Iorque, 18 de julho de 1916 - 15 de maio de 2019) foi um físico estadunidense.
A partir de 1951 foi professor da Universidade da Califórnia em Berkeley, aposentado em 1978.
Kittel morreu em 15 de maio de 2019, com 102 anos de idade.

## Vida e obra
Estudou na Universidade de Cambridge, formado em 1938. Doutorado em física nuclear em 1941, na Universidade de Wisconsin, orientado por Gregory Breit. Em seguida foi pesquisador no Instituto de Tecnologia de Massachusetts, de 1945 a 1947. Durante a Segunda Guerra Mundial trabalhou no Submarine Operations Research Group (SORG). A seguir trabalhou no Bell Labs, de 1947 a 1951, em especial com o tema ferromagnetismo. A partir de 1951 foi professor na Universidade da Califórnia, onde aposentou-se em 1978, onde trabalhou com física da matéria condensada.
Participou da 10ª Conferência de Solvay, em 1954.

## Condecorações
- Foi três vezes bolsista Guggenheim
- Buckley Prize for Solid State Physics, 1957
- Berkeley Distinguished Teacher Award, 1970.
- Medalha Oersted, 1979

## Obras
- Charles Kittel: Introduction to Solid State Physics 1ª edição 1953 a 8ª edição 2005, ISBN 0-471-41526-X
- Charles Kittel: Quantum Theory of Solids. Wiley, 1963, ISBN 0-471-49025-3.
  - Charles Kittel, C. Y. Fong: Quantum Theory of Solids. Wiley, 1987, ISBN 0-471-62412-8
- Charles Kittel, H. Kroemer: Thermal Physics, 2ª edição, 1980, ISBN 0-7167-1088-9
  - Charles Kittel, H. Kroemer: Thermodynamik: Elementare Darstellung der Thermodynamik auf moderner quanten-statistischer Grundlage. Oldenbourg, 2001 ISBN 3-486-25716-1.
- com Malvin Ruderman, Walter Knight: Mechanics, McGraw Hill 1965, 1973.